# KB 65
KB 65 IF står för Köpmanholmen-Bjästa idrottsförening som grundades 1965. 
Köpmanholmen/Bjästa IF, som i dagligt tal förkortas till KB 65 slogs samman 1965 av Köpmanholmens IF och Bjästa IF. Föreningen har en aktiv och bred verksamhet som handhas av två självständiga sektioner, fotboll och ishockey. Tillsammans med föreningsstyrelsen ansvarar de för att verksamheten organiseras och idrottsintresset stimuleras.

## Fotboll
Hemmaarena för KB65 fotboll är Forsvallens IP i Köpmanholmen. KB65 är moderklubb för Håkan Holmström, som spelat allsvensk fotboll med Sundsvall. KB65 herrlag spelar säsongen 2017 i Division 3.
KB är förkortningen på damernas fotbollslag och även de spelar i division 3 säsongen 2017.

## Ishockey
Hemmaarena för KB65 ishockey är Bjästahallen i Bjästa. Inom ishockeyn har man fått fram spelare som till exempel Fredrik Andersson, som spelat i Modo och Timrå IK samt det svenska ishockeylandslaget. Man har även fostrat tre svenska mästare. Dels Ulf "Nubben" Norberg och Tommy Själin som 1979 bärgade Modo Hockeys första SM-guld.Dels Michael Hjälm som blev svensk mästare med Björklöven 1987. Hjälm har spelat både OS (bronsmedalj vid två tillfällen) och VM (silvermedalj) och hunnit med att representera klubbar såsom Modo Hockey, Björklöven och Rögle. Andra kända spelarprofiler som spelat i KB65 är bland annat Tommy Pettersson, Mikael Pettersson och Urban Omark.
Säsongerna 1999/2000, 2000/2001 och 2001/2002 spelade man i Division 1. De två första gångerna slutade man 4:a, men tredje säsongen slutade man sist och fick flytta ner till Division 2 igen. Säsongen 2007/2008 vann KB65 Division 2 Norra C och som nykomling i Division 1 Norra B placerade laget sig på en andraplats. Man säkrade på så sätt nytt kontrakt i division 1 inför säsongen 2009/2010.
Säsongen 2008/2009 besegrade KB65 även Modo Hockey i DM-finalen där Peter Forsberg gjorde comeback. Trots framgångar i Division 1 2009/10 (vidare till Allettan för andra året i rad) och en framgångsrik ungdomssektion valde föreningen att till säsongen 2010/2011 slå ihop A-lagsverksamheten med grannarna Örnsköldsviks SK till en ny klubb, Örnsköldsvik HF, medan ungdomsverksamheten blev kvar i klubben.
Säsongen 2017/18 vann klubbens lag U16 elit norra före lag som Skellefteå, Timrå, Luleå och MoDo. Laget tog sig sedan vidare till kvartsfinalen i U16-SM. I det andra gruppspelet slutade de trea vilket innebar att de inte gick vidare till semifinal. Forwarden Theodor Niederbach blev utsedd till Sveriges bästa forward bland 16-åringar.

## Supportrar
I dagsläget har KB-65 en supportergrupp som heter KB Kickers som stödjer dem i både deras fotbolls- och hockeyverksamhet.